# Helina daxinganlingensis
Helina daxinganlingensis este o specie de muște din genul Helina, familia Muscidae, descrisă de Guan, Cui și Ma în anul 2000.
Este endemică în Heilongjiang. Conform Catalogue of Life specia Helina daxinganlingensis nu are subspecii cunoscute.